# IC 93
IC 93 је спирална галаксија у сазвјежђу Кит која се налази на листи објеката дубоког неба у Индекс каталогу.
Деклинација објекта је - 17° 3' 40" а ректасцензија 1h 19m 2,2s. Привидна величина (магнитуда) објекта IC 93 износи 13,2 а фотографска магнитуда 14,0. IC 93 је још познат и под ознакама IC 1671, MCG -3-4-43, IRAS 01165-1719, PGC 4724.